# Xã Triplett, Quận Chariton, Missouri
Xã Triplett (tiếng Anh: Triplett Township) là một xã thuộc quận Chariton, tiểu bang Missouri, Hoa Kỳ. Năm 2010, dân số của xã này là 163 người.